# Битва у Чёрного леса
Битва у Чёрного леса — генеральное сражение в военной кампании (1166—1168) южнорусских князей по обеспечению безопасности торговых путей в Северном Причерноморье (часть пути «Из варяг в греки», Залозный шлях и Солёный шлях), произошедшее в марте 1168 года между войсками почти всех южнорусских княжеств и половцами, выигранное русскими князьями.

## Предыстория
Наступательные действия против половцев не предпринимались с начала 1150-х годов, киевского княжения Изяслава Мстиславича, отца Мстислава.
Летом 1166 года Ростислав Мстиславич киевский при участии волынских войск Мстислава, Ярослава, Ярополка Изяславичей и Владимира Андреевича, Владимира Мстиславича трипольского, Глеба Юрьевича переяславского, Рюрика, Давыда и Мстислава Ростиславичей, Глеба городенского, Ивана Юрьевича и галичан продолжительное время стоял на границе степи у Канева, чтобы обеспечить свободный провоз купцами (гречниками и залозниками) своих грузов вверх по Днепру. Известия о половецких атаках и столкновениях русских войск с ними отсутствуют.

## Поход
Примечательное обстоятельство при сборе войск Мстиславом упоминает летопись: были тогда Ольговичи в воле Мстислава. Давыд Ростиславич не принял участия в походе по причине болезни, отправив однако свой полк, а брат Мстислава Ярополк занемог и умер в самом начале похода. Мстислав получил это известие, уже находясь за Каневом, вернулся в Киев, где похоронил брата. Затем на девятый день движения войск от Киева, половцы узнали об их приближении и бежали. Русские князья сразу организовали их преследование, оставив обоз под охраной Ярослава Всеволодовича из чернигово-северских князей. Летопись сообщает о преследовании половцев и разгроме их кочевий с локализацией по рекам левого берега Днепра (Орель, Снопород, и даже за Осколом), но основные силы половцев были оттеснены к Чёрному лесу на правом берегу Днепра, где им и было навязано решающее сражение. Подробности его до нас не дошли. Русские потеряли поимённо только двух человек убитыми и одного взятым в плен, при этом захватили огромное количество пленных, имущества, скота на всех воинов, а также освободили большое количество находившихся в половецком плену христиан.

## Последствия
После успеха основного похода, летом 1168 года, Мстислав, опасаясь мести со стороны половцев купцам, ходившим по северопричерноморским путям, организовал их охрану, расположившись у Канева с братом Ярославом, Владимиром Андреевичем, Рюриком и Давыдом Ростиславичами и Иваном Юрьевичем туровским.

## Ссылки

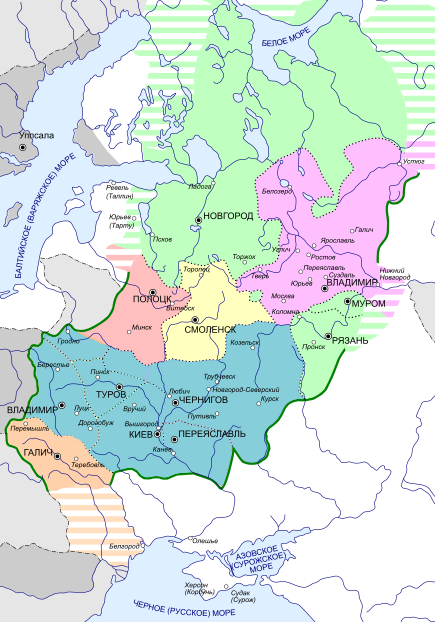
Тёмно-зелёным отмечены княжества, пославшие войска на половцев в 1168 году